# Sân bay Timmins

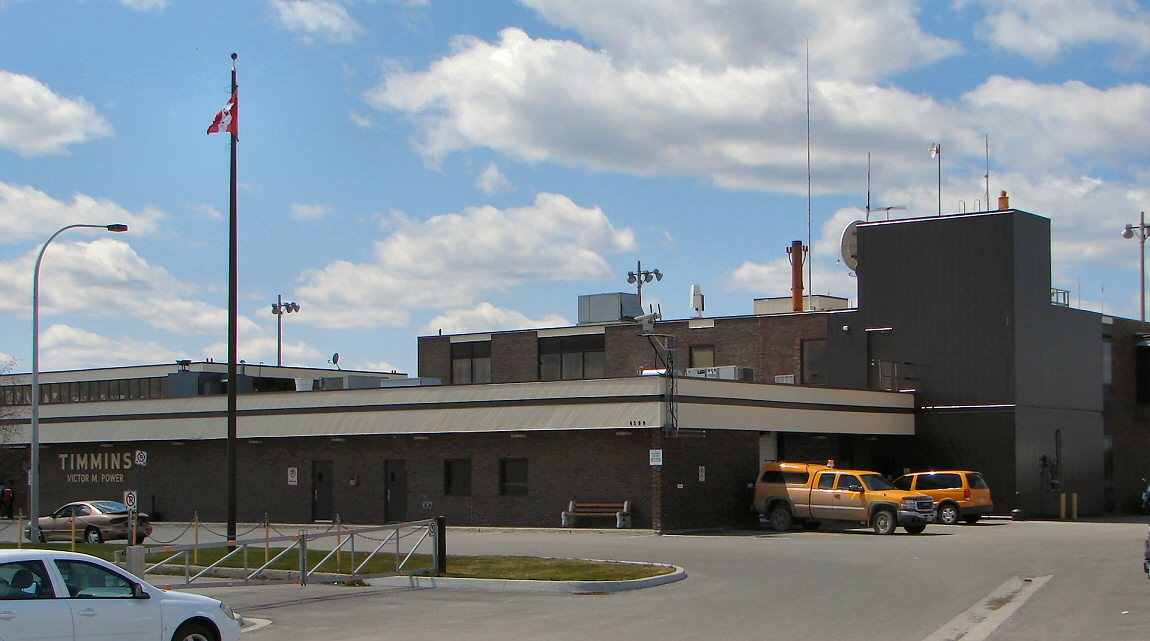
Nhà ga

Sân bay Timmins, (IATA: YTS, ICAO: CYTS), là một sân bay nằm 11,1 km về phía bắc bắc-tây bắc của Timmins, Ontario, Canada. 

## Tên mới
Ngày 31 tháng 5 năm 2007, Hội đồng thành phố Timmins đã đổi tên sân bay Timmins thành Sân bay "Timmins Victor M. Power" để vinh danh cựu thị trưởng thành phố này.

## Các hãng hàng không và các tuyến bay
Sân bay Timmins phục vụ khoảng 150.000 lượt khách mỗi năm, đóng vai trò là một trung tâm mini với các tuyến bay đến nhiều cộng đồng nhỏ ở bắc-trung Ontario.
- Air Canada
  - Air Canada Jazz (Toronto-Pearson)
- Air Creebec (Attawapiskat, Fort Albany, Kashechewan, Moosonee, Peawanuck)[4]
- Bearskin Airlines (Kapuskasing, Sudbury)